# Microchelifer rhodesiacus
Espèce
Microchelifer rhodesiacus est une espèce de pseudoscorpions de la famille des Cheliferidae.

## Distribution
Cette espèce est endémique du Zimbabwe. Elle se rencontre vers Chimanimani.

## Description
Le mâle holotype mesure 1,7 mm.

## Étymologie
Son nom d'espèce lui a été donné en référence au lieu de sa découverte, la Rhodésie.

## Publication originale
- (de) Max Beier, « Weiteres zur Kenntnis der Pseudoscorpioniden-Fauna des südlichen Afrika », Annals of the Natal Museum, Londres, Adlard and Son (d), vol. 16, no 1,‎ 1er juin 1964, p. 30-90 (ISSN 0304-0798 et 2305-2775, OCLC 1590722, lire en ligne).